# Grande Prêmio da Espanha de 2015
O Grande Prêmio da Espanha de 2015 (formalmente denominado Formula 1 Gran Premio de España Pirelli 2015) foi uma corrida de Fórmula 1 disputada em 10 de maio de 2015 no Circuito da Catalunha, em Montmeló, Espanha. Foi a quinta etapa da temporada de 2015.

## Pneus
| Nome do composto | Cor | Banda de rolamento | Condições de Tempo | Dry Type | Aderência       | Longevidade  |
| ---------------- | --- | ------------------ | ------------------ | -------- | --------------- | ------------ |
| Médio            |     | Slick (P Zero)     | Seco               | Medium   | Médio           | Médio        |
| Duro             |     | Slick (P Zero)     | Seco               | Hard     | Menos aderência | Mais durável |

## Resultados

### Treino Classificatório
| Pos.                     | Nº | Piloto           | Construtor             | Q1       | Q2       | Q3       | Grid |
| ------------------------ | -- | ---------------- | ---------------------- | -------- | -------- | -------- | ---- |
| 1                        | 6  | Nico Rosberg     | Mercedes               | 1:26.490 | 1:25.166 | 1:24.681 | 1    |
| 2                        | 44 | Lewis Hamilton   | Mercedes               | 1:26.382 | 1:25.740 | 1:24.948 | 2    |
| 3                        | 5  | Sebastian Vettel | Ferrari                | 1:27.534 | 1:26.167 | 1:25.458 | 3    |
| 4                        | 77 | Valtteri Bottas  | Williams-Mercedes      | 1:27.262 | 1:26.197 | 1:25.694 | 4    |
| 5                        | 55 | Carlos Sainz Jr. | Toro Rosso-Renault     | 1:26.773 | 1:26.475 | 1:26.136 | 5    |
| 6                        | 33 | Max Verstappen   | Toro Rosso-Renault     | 1:27.393 | 1:26.441 | 1:26.249 | 6    |
| 7                        | 7  | Kimi Räikkönen   | Ferrari                | 1:26.637 | 1:26.016 | 1:26.414 | 7    |
| 8                        | 26 | Daniil Kvyat     | Red Bull-Renault       | 1:27.833 | 1:26.889 | 1:26.629 | 8    |
| 9                        | 19 | Felipe Massa     | Williams-Mercedes      | 1:27.165 | 1:26.147 | 1:26.757 | 9    |
| 10                       | 3  | Daniel Ricciardo | Red Bull-Renault       | 1:27.611 | 1:26.692 | 1:26.770 | 10   |
| 11                       | 8  | Romain Grosjean  | Lotus-Mercedes         | 1:27.383 | 1:27.375 |          | 11   |
| 12                       | 13 | Pastor Maldonado | Lotus-Mercedes         | 1:27.281 | 1:27.450 |          | 12   |
| 13                       | 14 | Fernando Alonso  | McLaren-Honda          | 1:27.941 | 1:27.760 |          | 13   |
| 14                       | 22 | Jenson Button    | McLaren-Honda          | 1:27.813 | 1:27.854 |          | 14   |
| 15                       | 12 | Felipe Nasr      | Sauber-Ferrari         | 1:27.625 | 1:28.005 |          | 15   |
| 16                       | 9  | Marcus Ericsson  | Sauber-Ferrari         | 1:28.112 |          |          | 16   |
| 17                       | 27 | Nico Hülkenberg  | Force India-Mercedes   | 1:28.365 |          |          | 17   |
| 18                       | 11 | Sergio Pérez     | Force India-Mercedes   | 1:28.442 |          |          | 18   |
| 19                       | 28 | Will Stevens     | Manor Marussia-Ferrari | 1:31.200 |          |          | 19   |
| 20                       | 98 | Roberto Merhi    | Manor Marussia-Ferrari | 1:32.038 |          |          | 20   |
| Tempo dos 107%: 1:32.428 |    |                  |                        |          |          |          |      |
| Fonte:                   |    |                  |                        |          |          |          |      |

### Corrida
| Pos.   | Nu. | Piloto           | Construtor             | Voltas | Tempo/Retirado | Grid | Pontos |
| ------ | --- | ---------------- | ---------------------- | ------ | -------------- | ---- | ------ |
| 1      | 6   | Nico Rosberg     | Mercedes               | 66     | 1:41:12.555    | 1    | 25     |
| 2      | 44  | Lewis Hamilton   | Mercedes               | 66     | +17.500        | 2    | 18     |
| 3      | 5   | Sebastian Vettel | Ferrari                | 66     | +45.300        | 3    | 15     |
| 4      | 77  | Valtteri Bottas  | Williams-Mercedes      | 66     | +59.200        | 4    | 12     |
| 5      | 7   | Kimi Räikkönen   | Ferrari                | 66     | +1:00.000      | 7    | 10     |
| 6      | 19  | Felipe Massa     | Williams-Mercedes      | 66     | +1:21.300      | 9    | 8      |
| 7      | 3   | Daniel Ricciardo | Red Bull-Renault       | 65     | +1 volta       | 10   | 6      |
| 8      | 8   | Romain Grosjean  | Lotus-Mercedes         | 65     | +1 volta       | 11   | 4      |
| 9      | 55  | Carlos Sainz Jr. | Toro Rosso-Renault     | 65     | +1 volta       | 5    | 2      |
| 10     | 26  | Daniil Kvyat     | Red Bull-Renault       | 65     | +1 volta       | 8    | 1      |
| 11     | 33  | Max Verstappen   | Toro Rosso-Renault     | 65     | +1 volta       | 6    |        |
| 12     | 12  | Felipe Nasr      | Sauber-Ferrari         | 65     | +1 volta       | 15   |        |
| 13     | 11  | Sergio Pérez     | Force India-Mercedes   | 65     | +1 volta       | 18   |        |
| 14     | 9   | Marcus Ericsson  | Sauber-Ferrari         | 65     | +1 volta       | 16   |        |
| 15     | 27  | Nico Hülkenberg  | Force India-Mercedes   | 65     | +1 volta       | 17   |        |
| 16     | 22  | Jenson Button    | McLaren-Honda          | 65     | +1 volta       | 14   |        |
| 17     | 28  | Will Stevens     | Manor Marussia-Ferrari | 63     | +3 voltas      | 19   |        |
| 18     | 98  | Roberto Merhi    | Manor Marussia-Ferrari | 62     | +4 voltas      | 20   |        |
| Ret    | 13  | Pastor Maldonado | Lotus-Mercedes         | 46     | -              | 12   |        |
| Ret    | 14  | Fernando Alonso  | McLaren-Honda          | 27     | Freios         | 13   |        |
| Fonte: |     |                  |                        |        |                |      |        |

## Tabela do campeonato após a corrida
Somente as cinco primeiras posições estão incluídas nas tabelas.
| Pos | Piloto           | Pontos | Var |
| --- | ---------------- | ------ | --- |
| 1   | Lewis Hamilton   | 111    | 0   |
| 2   | Nico Rosberg     | 91     | 0   |
| 3   | Sebastian Vettel | 80     | 0   |
| 4   | Kimi Räikkönen   | 52     | 0   |
| 5   | Valtteri Bottas  | 42     | 1   |

| Pos | Construtor        | Pontos | Var |
| --- | ----------------- | ------ | --- |
| 1   | Mercedes          | 202    | 0   |
| 2   | Ferrari           | 132    | 0   |
| 3   | Williams-Mercedes | 81     | 0   |
| 4   | Red Bull-Renault  | 30     | 0   |
| 5   | Sauber-Ferrari    | 19     | 0   |